# Гостроверхівка
Гострове́рхівка (до 2025 року — Острове́рхівка) — село в Україні, у Зміївській міській громаді Чугуївського району Харківської області. Населення становить 391 осіб. До 2020 орган місцевого самоврядування — Тимченківська сільська рада.

## Географія
Село Гостроверхівка знаходиться між річками Мжа (6 км) та Уда (8 км), за 5 км від села Тимченки, за 8 км від міста Мерефа, за 2,5 км від села Аксютівка, примикає до села Тросне. До села примикають кілька лісових масивів, у тому числі урочище Великий Бір (сосна).

## Історія
Село вперше згадується у 1655 році.

Островерхівка на мапі 1783 року

За даними на 1864 рік у казеному селі Мереф'янської волості Харківського повіту мешкало 1342 особи (638 чоловічої статі та 704 — жіночої), налічувалось 183 дворових господарства, існувала православна церква.
Станом на 1914 рік кількість мешканців зросла до 2980 осіб.
Село постраждало внаслідок геноциду українського народу, вчиненого урядом СРСР у 1932—1933 роках, кількість встановлених жертв — 174 людей.
В 1906 році в селі народився Малик Яків Олександрович — радянський державний діяч, дипломат, посол СРСР в Японії (1942–1945), у Великій Британії (1953–1960), заступник міністра закордонних справ СРСР (1946–1953) та (1960–1967), постійний представник СРСР при ООН і в РБ ООН (1948–1952) і (1967–1976).
12 червня 2020 року, відповідно до Розпорядження Кабінету Міністрів України  № 725-р «Про визначення адміністративних центрів та затвердження територій територіальних громад Харківської області», увійшло до складу Зміївської міської громади.
19 липня 2020 року, в результаті адміністративно-територіальної реформи та ліквідації Зміївського району, село увійшло до складу Чугуївського району Харківської області.
5 червня 2025 року Верховна Рада підтримала перейменування села Островерхівка на Гостроверхівка. 15 червня 2025 року перейменування набуло чинності.

## Населення

### Мова
Розподіл населення за рідною мовою за даними перепису 2001 року:
| Мова       | Кількість | Відсоток |
| ---------- | --------- | -------- |
| українська | 384       | 98.21%   |
| російська  | 5         | 1.28%    |
| вірменська | 2         | 0.51%    |
| Усього     | 391       | 100%     |

## Економіка
- Молочно-товарна ферма.

## Об'єкти соціальної сфери
- Школа I—II ст.
- Фельдшерсько-акушерський пункт.